# 태평륜 (영화)
《태평륜》(太平輪, 영어: The Crossing)는 2014년에 개봉한 중국의 3D 서사 드라마 영화이다. 감독은 오우삼.

## 개요
이 영화는 1949년 중국에서 발생한 태평륜 침몰 사고를 재구성한 작품이다.  촬영은 베이징시에서 2013년 7월 6일부터 크랭크인하였고, 그 외에는 내몽골 자치구, 상하이 시, 타이완과 톈진시에서 촬영되었다. 총 2편으로 나눠져 개봉되었으며, 파트1은 2014년 12월 2일에 파트2는 2015년 7월 30일에 공개되었다.

## 출연
- 장쯔이
- 송혜교
- 카네시로 타케시
- 황샤오밍
- 나가사와 마사미
- 임보위
- 퉁다웨이
- 아론 샹
- 위페이훙
- 오수파
- 엠마 오(우잉제)
- 쿠로키 히토미
- 알렉스 방(방중신)
- 양귀매
- 토니 양(양우녕)
- 잭 카오(가오제)
- 진해로